# António Maria da Silva
António Maria da Silva GCTE (Lisboa, 26 de maio de 1872 — Lisboa, 14 de outubro de 1950) foi um político português do tempo da Primeira República.

## Biografia
Engenheiro de minas pela Escola do Exército, foi um dos membros da "Alta-Venda" que dirigia a organização revolucionária republicana Carbonária Portuguesa, tendo-se exilado em Espanha, quando as suas actividades foram descobertas.
Depois da implantação da República Portuguesa foi director-geral-interino da Estatística e administrador-geral dos Correios.
Entre 1915 e 1926 foi o 4.º Grão-Mestre Adjunto do Grande Oriente Lusitano, cargo que ficou vago desde 1926 até 1929.
A 24 de Setembro de 1923 foi agraciado com a Grã-Cruz da Antiga e Muito Nobre Ordem Militar da Torre e Espada, do Valor, Lealdade e Mérito.

## Cargos
Ocupou muitos e variados cargos políticos:
- Deputado às Constituintes e mais tarde ministro do Fomento nos governos de Afonso Costa, de 1913 a 1914 e de 1915 a 1916;
- Ministro do Trabalho e da Previdência Social, no ministério da União Sagrada, presidido por António José de Almeida, de 16 de Março de 1916 a 25 de Abril de 1917;
- Ministro das Finanças, no governo de Alfredo de Sá Cardoso, de 3 a 15 de Janeiro de 1920;
- Presidente do Ministério (primeiro-ministro) entre 26 de Junho de 1920 e 19 de Julho de 1920;
- Ministro da Agricultura entre 30 de Novembro de 1922 e 9 de Janeiro de 1923;
- Presidente do Ministério e ministro do Interior, de 7 de Fevereiro de 1922 a 15 de Novembro de 1923;
- Ministro-interino da Instrução Pública, de 23 de Junho de 1923 a 2 de Julho de 1923;
- Presidente do Ministério e ministro da Guerra, de 1 de Julho a 1 de Agosto de 1925;
- Presidente do Ministério e ministro do Interior, entre 18 de Dezembro de 1925 a 30 de Maio de 1926.